# Coph Nia
Coph Nia ist ein seit 1999 aktives Dark-Ambient-, Death-Industrial- und Neoklassik-Projekt.

## Geschichte
Der in Göteborg lebende Mikael Aldén begann 1999 unter dem Namen Coph Nia Musik zu veröffentlichen. Alsbald kam er bei dem Post-Industrial-Label Cold Meat Industry unter Vertrag und veröffentlichte über das renommierte Unternehmen bis zum Jahr 2003 mehrere Alben. Im Juni des Jahres, in dem die letzte Veröffentlichung in Kooperation mit Cold Meat Industry erschien, trat Coph Nia beim Wave-Gotik-Treffen auf. Nach einigen Kooperationen mit kleineren Unternehmen in den Jahren darauf, sowie Veröffentlichungen im Selbstverlag, kooperierte Aldén ab 2008 über mehrere Jahre mit dem deutschen Post-Industrial-Label Raubbau. Die Resonanz auf die Veröffentlichungen des Projektes fielen uneinheitlich aus, trotz der Kritik als „gesichtslos“ gilt das Projekt als Interpret, der „eigentlich jedem Genrekenner ein Begriff sein dürfte“.
An seinem Debüt waren neben Mikael Aldén die Sängerin Clara Pahlén und der Perkussionist Åsa Vildblomma beteiligt, die von Aldén anfangs als Bandmitglieder geführt wurden, an späteren Aufnahmen jedoch nicht mehr beteiligt waren. In den folgenden Jahren kooperierte er mit diversen Gastmusikern und anderen Projekten, so auch in Kollaborationen mit dem Projekt Mindswap.

## Stil
Das Projekt wird zu den Begründern des Dark Ambient gerechnet. Richard Stevenson vom Fanzine Spectrum setzte die Musik des Albums That Which Remains in Relation zu Genre-Vertretern wie Raison d’être, Sephiroth und Lustmord, knüpft jedoch zugleich eine Verbindung zu Cold Meat Industry und dem damit verbundenem Death Industrial einerseits und der von Dead Can Dance repräsentierten Neoklassik andererseits.

„Musikalisch wird der getragen-pathetische Bariton-Sprech-Gesang mit einer Mischung aus stampfenden Martial Industrial-, Dark Ambient- und Neo Folk & Klassik-Sounds unterlegt[.]“

Der Gesang wird gelegentlich mit einem klagenden Frauengesang kontrastiert. Als konzeptionell Markant gelten dabei die inhaltlichen Bezüge zu Thelema und Aleister Crowley, die sich von dem Liber AL vel Legis entlehnten Bandnamen über Albumtitel und Texte erstrecken. Entsprechend wird der Musik aufgrund der dröhnenden und düsteren Geräuschkulisse und des getragenem Sprechgesangs häufig eine rituelle Atmosphäre attestiert. Mitunter wurde Coph Nia aufgrund dieses Ansatzes als „plakativ gruftig-satanisch agierende[s] Projekt“ kritisiert.

## Diskografie
- 1999: That Which Remains (Album, MP3.com)
- 2001: That Which is Remade (Album, MP3.com)
- 2001: Holy War E.P. (EP, Cold Meat Industry)
- 2003: Shape Shifter (Album, Cold Meat Industry)
- 2004: Noise Shaper (Kompilation, Selbstverlag)
- 2005: Coph Nia / Mindspawn - Erotomechaniks (Kollaborations-Album mit Mindspawn, Punch Records)
- 2007: The Dark Illuminati: A Celestial Tragedy in Two Acts (Album, Cold Meat Industry)
- 2008: The Tree of Life and Death (Album, Selbstverlag)
- 2008: Qliphothic Phantasmagoria (Excorcising Old Demons) (EP, Wrotycz Records)
- 2014: A Prelude to Lashtal Lace (EP, Raubbau)
- 2015: Lashtal Lace (Album, Raubbau)
- 2016: Coph Nia / Mindspawn - Erotomechaniks II (Kollaborations-Album mit Mindspawn, Raubbau)